# 松木薫
松木 薫（まつき かおる、1953年〈昭和28年〉6月13日 - ）は、北朝鮮による拉致被害者である日本人、日本国政府認定の拉致被害者。

## 人物・略歴

### 生い立ち
松木薫は、1953年（昭和28年）6月13日、松木家の長男として福岡県八幡市（現、北九州市八幡東区）に生まれた。松木の両親は鹿児島県長島の出身で、戦後、台湾から引き揚げてきた。薫は女子が4人続いた後に初めて生まれた男の子であったので、たいへん可愛がられて育った。特に父親は薫が生まれて大喜びし、幼い薫を膝に乗せて魚の食べ方はじめ様々なことを教えた。また、朝早くから夜遅くまで働く両親を支えるため、8歳年上の長姉はよく薫を背負い、幼い妹たちの世話をし、朝は露天商をしていた母の仕事を助け、夕食のしたくをした。父はいくつか職を変えた後、大手住宅販売会社の営業係として猛烈に働いた。東京に単身赴任して働いたこともあり、その甲斐あって熊本市内に待望の家を建てた。薫は照れ屋でおとなしいが、辛抱強く、たいへん勉強熱心な若者に育った。父は教育には支援を惜しまず、子どもたち全員を私立の学校に入学させた。薫は熊本市内の九州学院高等学校に進んだのち、長崎外国語短期大学に進んだ。短大ではスペイン語の暗唱大会で優勝している。薫を見込んだ短大の教員は、京都産業大学への編入を勧め、さらに、そこを卒業したら京都外国語大学大学院にも推薦することを約し、ゆくゆくは大学で自分の後継者になってほしいと語った。

### 語学留学
短大の恩師は、大学院に進んだらすぐに休学という形にして1年間スペイン留学することを家族にも勧め、薫自身もぜひ留学したいという思いをいだいたが、60歳代半ばに達していた父親は反対だった。もう遠くに離すのはイヤだという思いが強く、地元に戻って就職してほしいと希望していたが、本人の意思は固く、母や姉たちも「1年だけだから行かせてあげて」と頼むので、ついに父親も絶対に1年という期限付きの条件で許した。スペインに行ってわずかな期間で松木が行方不明になってしまったことから、恩師は責任を感じて何度も何度も松木家を訪ね、毎年父親宛てに手紙を出したという。
スペインのマドリードに到着した松木は、宿舎先として選んだ"ホスタル・サンペドロ"で、パンやチーズについて学ぶためヨーロッパに旅行にきていた北海道出身の石岡亨と偶然出会った。松木が両親に宛てた絵葉書には"ホスタル・サンペドロ"について、「町の中心部にあり買い物には便利」と記している。

### 拉致
同じ頃、よど号ハイジャック事件実行犯の妻（「よど号グループ」）の森順子（指導者田宮高麿の妻）と黒田佐喜子（若林盛亮の妻）は
1980年4月20日、マドリードの"ホテル・アマディオ"にチェックイン（23日にはチェックアウト）し、5月初めにはマドリード市内にアパートを借りてそこを拉致工作用のアジトとしていた。
1997年4月20日、報道番組「サンデープロジェクト」で拉致事件特集を放送した後、この番組のプロデューサーだった朝日放送の石高健次宛てに1980年当時マドリードを旅した視聴者から手紙が届いた。そこには、1980年5月前半、松木、石岡、森、若林、視聴者（手紙の主）とその友人の6人が毎日のように会っていて、旅行者4人は森と若林のアパートで2人の作る手料理を食べ、トランプゲームなどをして過ごし、夜はそれぞれの宿舎に帰るような生活を送っていたことが記されていた。手紙の主は、森と若林が「よど号の妻」だということには番組を視聴するまで気づかなかったという。そして、日本に帰ったら毎年会おうと6人で住所を交換しあった。5月中旬、手紙の主は森頼子からオーストリアのウィーンへの旅行に誘われたが、彼らはユーレイルパスを持っていて飛行機代がもったいないからと言って断ったという。
ジャーナリストの高沢皓司は、松木と石岡はウィーンに誘い出されたのち、モスクワ経由で平壌に連れて行かれたとしている。松木も石岡も偽計による拉致であることは疑いないが、どこから強制性がはたらいたかは不明である。しかし、2人とも学生運動の経験もなく、社会主義思想に傾倒したこともなければ、北朝鮮という国に対し、特に興味や憧れのような気持ちを持っていたわけではなかった。

### 残された家族
松木薫がスペインで行方不明になったあと、父親は何度も警察や外務省にかけあったが、いくら相談しても納得のいく答えは返ってこなかった。父は息子の顔写真を持って「あなたが、スペインにいらしたとき、この写真の男性と、どこかで会いませんでしたか? 見かけませんでしたか?」とスペイン留学経験者の家を何軒も訪ね回った。時には詳しい住所もわからないまま自転車で探し回り、時には熊本県外にも出かけ、その軒数は薫の弟をともなって出かけたものだけでも10軒を下らなかった。
薫の両親はスペインに関するニュースに対し異様に敏感になった。新聞を読んでは心配し、テレビでスペインのことを放送していると画面に食い入るように見つめていた。街ゆく人びとのようすが映し出されると、弟は「お前は目がよいのだからよく視るように」と頼まれた。弟は中学校の先生に航空便の書き方を教わり、薫が滞在しているはずの宿舎に何度も手紙を書き送った。
やがて父親は心痛のあまり認知障害の症状が現れ、弟のことを「薫」と呼ぶようになった。さらに、毎日のようにタクシーを呼び、警察を訪ねて薫の捜索を必死に頼んだあと旧人・知人宅をまわるという、タクシーを使っての徘徊を繰り返す生活が始まった。

### 平壌での生活
有本恵子を欧州で拉致した実行犯である八尾恵（柴田泰弘の元妻）の証言によれば、北朝鮮に入った松木と石岡は、招待所で金日成主義の思想教育を受けさせられており、森と黒田（若林）は2人と同居して思想教育をともに受けた。森らはあたかも2人の男性同様、北朝鮮には偶然来て初めて主体思想にふれたかのように偽装しながら、2人を騙して生活していた。やがて2人は騙されていたことに気づいて激しく怒り、洗脳教育は失敗した。よど号グループは2人の扱いに苦慮した。
ジャーナリストの高沢皓司も、平壌に連れて来られた直後に松木は騙されていたことに気づいてよど号グループともめたという話を聞いている。松木と石岡のどちらかと結婚させる目的で八尾恵が欧州での日本人女性拉致を命じられた。その犠牲者が有本恵子だった。

### 北朝鮮からの石岡の手紙
松木と石岡が欧州で失踪してから8年後の1988年（昭和63年）9月、札幌市の石岡亨の実家に航空便が届いた。エアメールの消印はポーランドであった。封筒には、手紙のほか、石岡亨と1983年に欧州で失踪した有本恵子の氏名・住所・旅券番号・署名、そして写真3枚が入っていた。手紙の内容は「私と松木薫さんは元気です。途中で合流した有本恵子君ともども3人で助け合って平壌で暮らしております」「衣服面と教育、教養面での本が極端に少なく、3人とも困っています」など、3人の生存と窮乏とを伝えるものだった。松木の住所は「熊本市」としか書かれていなかった。手紙は小さく折りたたんだ跡があり、便箋代わりに使われたレポート用紙を折りたたむと "Please send this letter to Japan（Our adress is in this letter）." とボールペンで小さく書かれてあった。写真は、石岡亨、有本恵子、赤ん坊の写ったスナップがそれぞれ1枚ずつ計3枚であった。
手紙の内容や差出状況を考えると、3人は北朝鮮で自由に郵便物の出せない監視下の生活を強いられていたことは疑いなく、また、北朝鮮国内で投函しても日本に届かないため、こうした手紙は外国人が外国で投函しなければならなかったことを示している。「北朝鮮で生存」という手紙を受け取った石岡の母は驚き、すぐに有本の母に電話で連絡した。有本の母も驚いて、家族や今まで恵子の件で相談してきた人びとに連絡した。しかし、松木の住所は単に「熊本市」とあるのみで、しかも、当時松木の実家が家庭の事情で薫の育った家を手放し、何度も引っ越しをしている最中のことだったので、その後2年間も連絡がとれなかった。
1990年初め、松木薫の父はこの手紙の存在を知らぬまま、クモ膜下出血で倒れ、帰らぬ人となった。松木家が、石岡・有本の両家と連絡がついたのは1990年12月のことであった。翌1991年1月、三家族は初めて神戸市で一堂に会した。そこでは、世論にアピールするための会見を設定していたが、NHKの記者から紹介された、北朝鮮にパイプをもつと称する遠藤忠夫という人物の不確かな情報に惑わされ、会見は事実上、中止に追い込まれた。
なお、石岡の手紙のなかの「衣服面と教育、教養面での本が極端に少なく、3人とも困っています」という部分に着目したのが西岡力であった。もし、自分たちが何かを学ぶための本が必要というのならば「学習」ということばを使うはずであり、「教育」という言葉を使っているのは、拉致被害者3人は北朝鮮で何かを教える立場、すなわち工作員の日本人化教育を担当させられたのではないかと推測した。また、1991年1月17日付「産経新聞」によれば、この手紙を受け取った3人の家族は、そののち、外務省や警察機関に相談をしたが、その際、外務省より「表面化すると、3人の命に保障がないので公表しないように」と助言されたという。西岡はこれに対し、「もしそれが事実なら、日朝国交交渉が始まるかなり前の時点で、外務省は『北朝鮮という国は日本人を自分の意思に反して国内にとどめておき、そのことを家族が日本で公表すると、その日本人の命に危害を加えかねない国だ』という認識を持っていたことになる」として外務省の姿勢に疑念を呈し、「そのような国に対して、なぜ国民の税金を使って経済協力やコメ支援をしなければならないのか、日本政府は当然その疑問に答えるべきだろう」との見解を示している。

## 「死亡」報告と「遺骨」の鑑定

### 2002年の「死亡」報告
2002年9月17日、日本の小泉純一郎首相が訪問して金正日国防委員長と会談を行い、日朝平壌宣言を発表した。そのとき、北朝鮮側はそれまで「事実無根」と主張してきた拉致問題を一転して正式に認め、謝罪した。
金正日は以上のように弁明し、チャン・ボンリムとキム・ソンチョルを処罰したと説明した。また、拉致被害者の安否情報を日本側に提供したが、それによれば松木薫はじめ8人はすでに死亡したということであった。この内容に日本国民の北朝鮮に対する怒りが沸騰し、これを受けるかたちで日本の外務省は北朝鮮に事実調査チームを送り、9月28日から10月1日にかけて調査を行い、10月2日、その結果を発表した。松木薫に関しては、以下のような内容であった。
当時まだ家族会（北朝鮮による拉致被害者家族連絡会）に加わっていなかった松木薫の姉は、弟「死亡」の知らせをテレビで知ったが、悲しみよりも怒りの方が強かった。80歳をすぎた薫の母もまた数年以上前から認知症にかかっており、熊本市内の病院に入院していた。母は姉のことをもはや実の娘とはわからなくなっていた。娘（姉）が病室の母のもとを訪れると母は開口一番「あんた、テレビ、見たかね?」と声をかけ、姉が知らないふりをすると「薫が…」と言って絶句した。その日、母は食堂でずっとテレビニュースを見ていたのだという。次の日、母の目の下は真っ黒だった。何もわからなくなっているはずの母であっても、彼女は一晩眠れないほどのつらい夜をすごしたのだ。
東京で働いていた弟は、「死亡」情報を姉の一人から電話で受けた。怖くてテレビをつけられなかったし、怒りをどこにぶつけてよいのかわからなかったという。兄の安否を気遣って匿名での報道を希望し、また、家族会にも加わらないできたことが後悔された。父が生きていれば、きっと活動していただろうと思うとやり切れなかった。兄の「死亡年月日」が「死亡」したとされる8人のなかで一番新しいことを聞いたときは、後悔の念はいっそう強まった。途中からでも沈黙を破って活動していたら間に合ったのではないかと思われたのである。

### 「遺骨」の鑑定
北朝鮮側は、松木薫の「墓」は洪水で流されたものの、「遺骨」を発見しており、2度火葬したという。松木の弟が会見の席に臨んだ約1週間後の2002年10月8日、日本政府によって松木薫がようやく「拉致認定」された。10月15日、5人の拉致被害者が政府専用機で帰国した。姉たちは「予定変更」があってもう一人一緒に帰ってくることを夢想したが、来なかった。空港の控室に戻るバスのなかで、姉たちは大声を上げて泣いた。その夜、姉のうちの次女は体調をくずして緊急入院し、長女も激しい頭痛と吐き気を覚えて外務省の医師に薬を処方してもらった。
この日からほぼ1か月後、調査団が持ち帰った遺骨の鑑定結果が出た。記者会見で弟は「DNA鑑定を行うと聞いています」とのみ説明し、骨相鑑定も行うことは公表しなかった。2度火葬したうえでの「遺骨」なので、北朝鮮側はそれで安心して渡したと思われるが、東京歯科大学の橋本正次（法人類学）による骨相鑑定の結果は、60歳くらいの女性の骨であるというものであり、「遺骨」は松木薫のものではないことが判明した。本人がもし本当に死亡しているのならその骨を出してくればよいのだから、これはある意味、松木が生存していることの証拠といえるものである。
松木薫は、「死亡」とされた8人のうち、唯一、独身とされた拉致被害者で、彼だけが43歳まで生き、一番最近の1996年まで生きていたとされ、交通事故で死んだとされた。彼が他の被害者と異なるのは、唯一「遺骨」が提供された点であり、北朝鮮も一人くらいは遺骨を出さなければならないだろうと考えており、それにふさわしい人物が唯一独身とされた彼であったろうと推測される。2度「火葬」したのは、鑑定不能に持ち込むための細工であったろうと考えられるが、複数人の骨が混じっていたという。朝鮮半島の伝統的な葬送は土葬であり、その点でも疑問ののこる「遺骨」である。

### 2004年の情報と再度の「遺骨」
2003年から2004年にかけてはよど号グループの妻や子どもたちの帰国がつづいたが、自分たちの意思で北朝鮮に渡った人たちの係累が戻ってきて、自らの意思に反して連れて行かれた人たちが帰って来られないことに家族はやりきれなさと理不尽さを感じていた。2004年3月5日、欧州ルートで拉致された松木薫、石岡亨、有本恵子の家族は久しぶりに神戸市で一堂に会し、結束を誓い合った。こうしたなか、薫の母が2004年6月に一時、危篤となった。そのとき、薫の姉は母に向かい大声で「いままでこんなに苦労して薫を待ったのに、病気に負けたら薫が帰ってこない、薫が帰ってきてかあちゃんがいないと知ったら泣くよ」と叫ぶように話すと母は少しずつ体調を回復させたのだった。
2004年11月9日から14日まで続いた第3回日朝実務者協議で示された個別被害者の関連情報は2年前とほぼ同じであった。11月15日、松木薫の「遺品」として薫が北朝鮮で日本語を教える時に教材として使用していたとされる日本のテレビドラマ「出航」のシナリオ1冊が北朝鮮当局より提供された。また、政府調査団は「松木薫の可能性もある」と北朝鮮側が説明する遺骨を持ち帰ったが、遺骨を持ち帰ったことが公表されたのは17日のことであった。15日にはそれぞれの家族への個別説明がなされたが、その際には松木の家族は「遺骨」のことは何も知らされていなかった。家族は、「2度火葬して鑑定ができない骨」を持ってきたうえに「15日の家族会への報告で説明しなかった」政府の対応を批判した。12月13日、松木の可能性もあるとされた「遺骨」はDNA鑑定の結果、別人4名分の骨であることが判明した。なお、この協議で北朝鮮側は、2002年に日本政府調査団に提供された8人の死亡確認書と横田めぐみの病院死亡台帳が「本来存在しないものを捏造した」ものであることを認めている。
2006年2月、松木薫と石岡亨を拉致した件で、その実行犯である森順子と若林佐喜子に告発状が出され、逮捕監禁容疑により警視庁公安部によって受理された。2007年6月、森と若林は、欧州における日本人男性拉致事件の実行犯として警視庁公安部より結婚目的誘拐の容疑で逮捕状が出され、国際手配がなされた。松木と石岡が失踪してから27年目のことであった。
日本政府は、北朝鮮に対し、両名の所在の確認と身柄の引き渡しを求めている。